# グンガン
グンガン（Gungan）は、映画『スター・ウォーズシリーズ』に登場する惑星ナブー在住の架空の種族である。

## 概要
グンガン人は両生類的性質を持っており、人間とは容貌がかなり異なる。また、生息地域が違うこともあってか、互いに接触する機会も少ない。加えて両者の関係はあまり良くなかった。しかし、逆に言えば棲み分けができていたとも言える。
衣服は、水中でも陸上でもあまり邪魔にならないような、滑らかで簡素な物を身に付けている。皮膚は良く発達しているため、着衣はあまり発達しなかった。ただし役職により、緩やかなローブや頭巾、あるいはマントなどを羽織っている場合もある。
劇中での指導者はボス・ナス。クワイ＝ガン・ジンたちと共に行動し、後にパドメ・アミダラの側近として活躍するジャー・ジャー・ビンクスもグンガン人である。

### 身体的特徴
顔立ちは両生類のそれを踏襲し、両眼から上の頭部がほとんど存在せず扁平である。目はこの平たい頭から上方へ飛び出している。一方、口吻が前方へ長くせり出し、カモノハシを思わせる様相を呈する。食性は雑食性で、歯は固い貝を噛み砕くほどに丈夫である。ナブーでは主に水産資源より食料を得ている。
スター・ウォーズ世界で標準的なヒューマノイド種族からかけ離れた風貌を持つが、手や足は小器用で知能レベルも高く、技術分野においては独自の発展を遂げるなど、高い文化性を示す。ただ、ナブーのヒューマノイドに対して「グンガンをバカにしてる」と劣等感の発露ともとれる言葉を発した事もある。
彼らは水辺や水中に住む種族だが、水のない陸上でも支障なく行動が可能である。ジャー・ジャーも、アミダラやクワイらに同行して、乾燥したタトゥイーンに暫く滞在しているが、その中で特に不都合はみられない。鼻腔は必要に応じて閉じることができ、元々は水中生活に適用した身体であるが、乾燥した環境での粉塵遮断に役立っている。
皮膚は厚く滑らかで、表面はワックスが覆っているように見えるなどしており、前述の環境適応能力を見ると、本来は様々な世界に進出できる可能性を持った肉体だが、彼らの生活スタイルはシードの自然環境に良く順応していて、外の世界への進出といった欲求も見られない。
全体的にほっそりしているが筋肉質で、陸上では長身の体を持て余しているようにも見えるが、瞬発的な動作は驚くほど俊敏で、長く鞭のような舌は他人の皿の上の果物をかすめとる時ですら目にも止まらないほどである（流石に先読み能力を持つジェダイには通じなかったが）。このため後述する「聖なる軍隊」は軍隊としての組織力には難があるものの、個々の兵士の白兵戦能力においては、通商連合のバトル・ドロイド部隊に引けを取らない。
種族内には、外見は異なるが同一の祖先を持ち、陸上生活への適応度が高い側と水辺の生活に順応した側の2種族が共存している様子も見られる。その一方で（ヒューマノイド種族には）彼らの性別を明確に見分けることは困難である。

### 社会
その社会の中心は、水中に作られた都市で、最大の物はオート・グンガ（Otoh Gunga、オータ・グンガとも）である。この都市には世襲制の首相「ボス」と、議会政治が行われている。なおナブーの戦いで、通商連合により一度破壊されるが、彼らの持つ優れた水中建築技術により、その後に復興される。
オート・グンガは、かつてグンガン族の武力支配を目論んだ「ボス・ロゴー」の本拠地要塞であった。しかし自らの部族をロゴーに滅ぼされ、身一つと数匹の家畜から再出発してグンガン族全体を団結させ、ロゴーに戦いを挑み勝利した歴史上の人物「ボス・ギャロ」（ボス・ナス直系の祖先）によって一度徹底的に要塞が破壊され、その後に「全てのグンガン人のための場所」として整備された美しい水中都市である。
かつては民族内・部族間の紛争も発生したようだが、ボス・ギャロによる民族統合の後に民兵組織「聖なる軍隊」が結成され、これが警察組織も兼ねているが、統一以降数千年にわたって平和な社会が続いており、この聖なる軍隊もほとんど警察機構として最小規模の指揮系統のみが存続しているに過ぎない。なおこれは「ボス」の要請に応えて招集・結成される物であるが、基本的に民兵であるため、防具などの装備品の大半は、各々が好き勝手に選択しているような状況である。ただし、本格的な有事の場合、（ナブー封鎖に伴う通商連合軍の侵攻の際など）彼らが集結する秘密の聖地が存在する。そこは古い時代、人間種の入植者が建てた寺院が見捨てられ、長い年月をかけ沼沢の下に沈下した場所で、この地域では、樹木や地肌に覆われた仏像のような像が多く見られる。

### 言語
現在、グンガンが使用している言語は純粋なグンガンの言語（宗教的儀式や儀礼的な機会でのみ使用される）とスター・ウォーズ世界で「ベイシック」と呼ばれ汎銀河言語として用いられている共通言語を組み合わせたものである。そのため、彼らの日常的に使われる一種の混成言語はグンガン・ベイシックと呼ばれるようになった。この混成ベイシックは混成言語の常として、独特な名詞や動詞、またはこの言語のみで使用される独特のフレーズを含む複雑なものになっている。
これらは、初期のナブー入植者らとの利害の衝突の際にベイシックがピジン言語の形から習得されたものの、その後に不可侵条約が締結され、さらにその条約も遠い過去となった頃には、一般のグンガン人にも流布された物のようだ。なおグンガンではカドゥという家畜の乗り方や接し方も教える義務教育制度があり、この中で同じ星に住むもう一つの文化を知る上での必修科目として、この混成ベイシックも教育されている模様で、ほぼ全てのグンガンが、使うことができる性質のものであることが、作中の描写に見て取れる。
しかしナブーの戦い以前には、両者の断絶は根深い物となっており、グンガンは地上の陸棲人を無視、その陸棲人である入植者らは、そういう種族が水中にいることくらいしか知らなかった。

### 科学技術・軍事技術
見かけから、いささか原始的な生物だと思われる事も多いグンガンだが、想像できる以上の科学力を持ち、シールドジェネレーターや携帯型シールドなどを所持している。ただし、水中では全く役に立たないブラスターといった射撃系武器の発達は遅れている。なおシールド技術の発達には、彼らの生活する水中には巨大で危険な生物が多い所為だとも、あるいは大深度に潜行するための乗り物に掛かる水圧から身を守るためだとも見られている。
特筆すべきは生物を自在に操るバイオテクノロジーで、一見家畜に武器を牽引させているような原始的に見える聖なる軍隊だが、そのシールドジェネレーターやカタパルトも、生物的な生成物によって構成されている。これは水中を移動するための乗り物の製作にも利用されている技術である。建物ですら、彼らは生物的な方法で「育てて」利用している。
武器は主に、高エネルギーを持ったジェル状物質の入ったカプセル（一種のプラズマ兵器とされる）の投擲で、見た目は内部に青白い炎が揺らめくような、美しい弾丸である。求められる威力によって弾丸のサイズが違い、個人兵装としては野球のボールほどの、敵戦闘車両などを攻撃するためにはサッカーボール程の弾丸が利用され、カプセルが破裂するほどの衝撃を与えると内容物が飛散して、これが付着した生物は麻痺し、ドロイドや機械装置は電気的エネルギーで破壊される。威力は小型弾丸一発でバトル・ドロイドを機能停止させ、大型弾丸は一発でドロイド戦車を機能停止させる。なおカプセル自体は素手で触れても安全なため、これを皮袋などに入れて運搬する。
この武器は水中でも周囲の生物を麻痺させるのに使われるようだが、ドロイドにとっても致命的なダメージを与えうる。ただ投擲はカタパルトや人力によって行われるため、余り射程がある訳ではない。しかし盾のようにして使われる携帯型シールドジェネレーターは強固な防御力を持っていて、至近距離からの対人用ブラスターライフルの直撃にすら耐えるため、射程の短さは余り問題にはならない。加えて大型シールドジェネレーターは、施設破壊に用いられる大型ビーム兵器の直撃にすら耐え、歩兵中隊全体を防護する。
なお聖なる軍隊には騎兵が存在し、カドゥに乗り戦場を駆ける。騎兵は銃の発達以降、歩兵よりの銃撃の的にされる事から、地球の歴史では衰退した訳だが、彼らの優れた防衛技術は、依然として騎兵の優位性を保たせている。部隊長クラスもカドゥに騎乗しており、将軍クラスともなると飾り立てたカドゥを駆り、部隊を鼓舞する。

## 劇中の活躍
ナブーの戦いにおいて、当初グンガン族は傍観を決め込んでいた。地上や宇宙の出来事など、彼らにとっては他所の世界の事だったのである。しかし通商連合は徹底的にナブーを制圧する上で、敵対しそうな文明には、徹底した攻撃を仕掛ける。
このためグンガンは怒りを覚え、古くからとりあえず共存してきたシードの王政議会を中心とする地上人に協力した。これには、オート・グンガで散々なトラブルを起こして追放されたジャー・ジャー・ビンクスの連れてきた、ジェダイという不思議な、しかし正義を貫く人間の存在や、または地上人を束ねているアミダラという勇敢な女王に、ボス・ナスが感銘を受けた事にもよるだろう。
こうして通商連合ドロイド軍との戦いに臨んだグンガンは、得意とするシールド技術により絶望的に不利とも言える防戦一方の陽動作戦に臨んだ。この作戦は非常に辛い物と成ったが、あわや敗退という事態にジャー・ジャーが、持ち前のトラブルメーカーとしての才能を遺憾なく発揮してドロイド軍を混乱させ、その間にもバトル・ドロイドの集中コントロールを行っていた宇宙ステーションが破壊され、ドロイド軍は一斉に機能を停止する。
こうして通商連合の撃退に成功したグンガンは、その戦勝記念式典の席でボス・ナスとアミダラとによる友好条約を取り交わした。ジャー・ジャーも、その功績によりナブーを代表する元老院議員の1人としてアミダラと共に活躍することになる。後に弁舌爽やかな政治家としての才能を伸ばしたジャー・ジャーであったが、皮肉にもその弁論能力がパルパティーン（ダース・シディアス）に強大な特権を与えることになり、銀河系を巻き込んだ大いなる悲劇の最初の一押しをすることとなる。（→ジャー・ジャー・ビンクス）

## オート・グンガ
オート・グンガ（オータ・グンガ、Otoh Gunga）はグンガンの水中都市の一つである。外観は巨大な泡の群がったような形をしている。惑星ナブーのパオンガ湖の水底にあり、外界とはほぼ完全に隔絶され、人間であるナブー人は通常足を踏み入れられない。

### 歴史
グンガンたちの歴史によれば、この都市のある場所は、かつて部族社会であったグンガン社会全体の武力支配をもくろんだ「ボス・ロゴー」の要塞都市「スピア・ヘッド」であった。ロゴーは周囲の部族を互いに争うように仕向け、双方ともに弱体化したところで強力な軍隊を送り込んで制圧していったのである。このとき、自らの部族を滅ぼされながらも、供犠用の家畜を狩っていたために難を逃れた「ボス・ギャロ」（ボス・ナスの先祖）は、わずかばかりの家畜を近隣の部族に差し出すことで兵力を借り受け、これを元に種族の団結を呼び掛けながら、ロゴーが周辺部族間に仕掛けた軋轢を自ら解いて周り、次第に多くの賛同者を集め、ついにはロゴーを打ち倒した。
このとき陥落した要塞は完全に破壊され、ギャロは新たにこの地を「全てのグンガンのための場所」と定め、現在のオート・グンガを建設したのである。こうしてこの都市は、約3,000年以上にわたるグンガンの平和の象徴として永く繁栄し、美しい都市へと成長していった。
しかし、長年にわたる平和な時代の中で、民兵を主体とする自衛組織「聖なる軍隊」も次第に形骸化、そこへナブーの支配を目論み、ナブー人たちと武力衝突した通商連合が、膨大な数のバトル・ドロイドからなる大軍を送り込んできたことで、街は一時制圧され、その後破壊された。

### 作中での描写
グンガンの指導者ボス・ナスが居留しており、実質上の首都となっている。だが、圧倒的な軍事力を誇る通商連合の侵攻を受け、聖なる軍隊を召集する間もなく制圧され、ボス・ナス以下住民たちは散り散りに避難するほかなく、最終的に遺棄された。その後グンガンは、秘密裏に古代遺跡を目印に集結して聖なる軍隊を編成し、オート・グンガ奪回の機会をうかがう。
しかし通商連合にとって、グンガンたちは想定外で無価値（あくまでもナブー人たちのスパイス鉱山が重要だった）な存在であったことから、抵抗勢力となるおそれがあるとして、連合側は街を破壊した。しかしこれがグンガンの怒りに火をつける結果となり、彼らを地上人との共闘へと駆り立てることとなる。
オート・グンガはナブーの戦いで破壊されるが、グンガンたちの優れた建築技術もあってその後復興され、外界人（人間を含む）も自由に訪問できるようになり、やがてハネムーンの名スポットとして銀河中の評判となる。